# Nebalia patagonica
Nebalia patagonica is een kreeftachtigensoort uit de familie van de Nebaliidae. De wetenschappelijke naam van de soort is voor het eerst geldig gepubliceerd in 1990 door Erik Dahl.
De soort komt voor in de buurt van de Straat Magellaan. De typelocatie is "Hope Harbour, Canal Magdalena", Vuurland, op 6-10 m diepte. Het holotype werd er verzameld op 30 april 1894.